# バラーナヴィチ

市の紋章

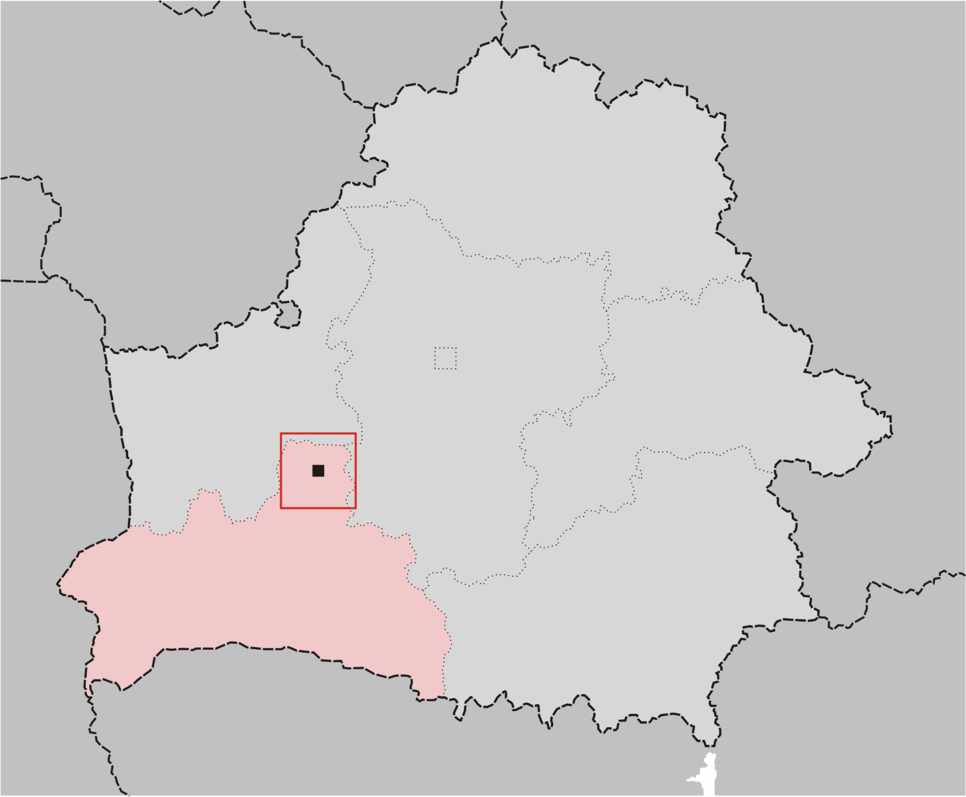
バラーナヴィチの位置

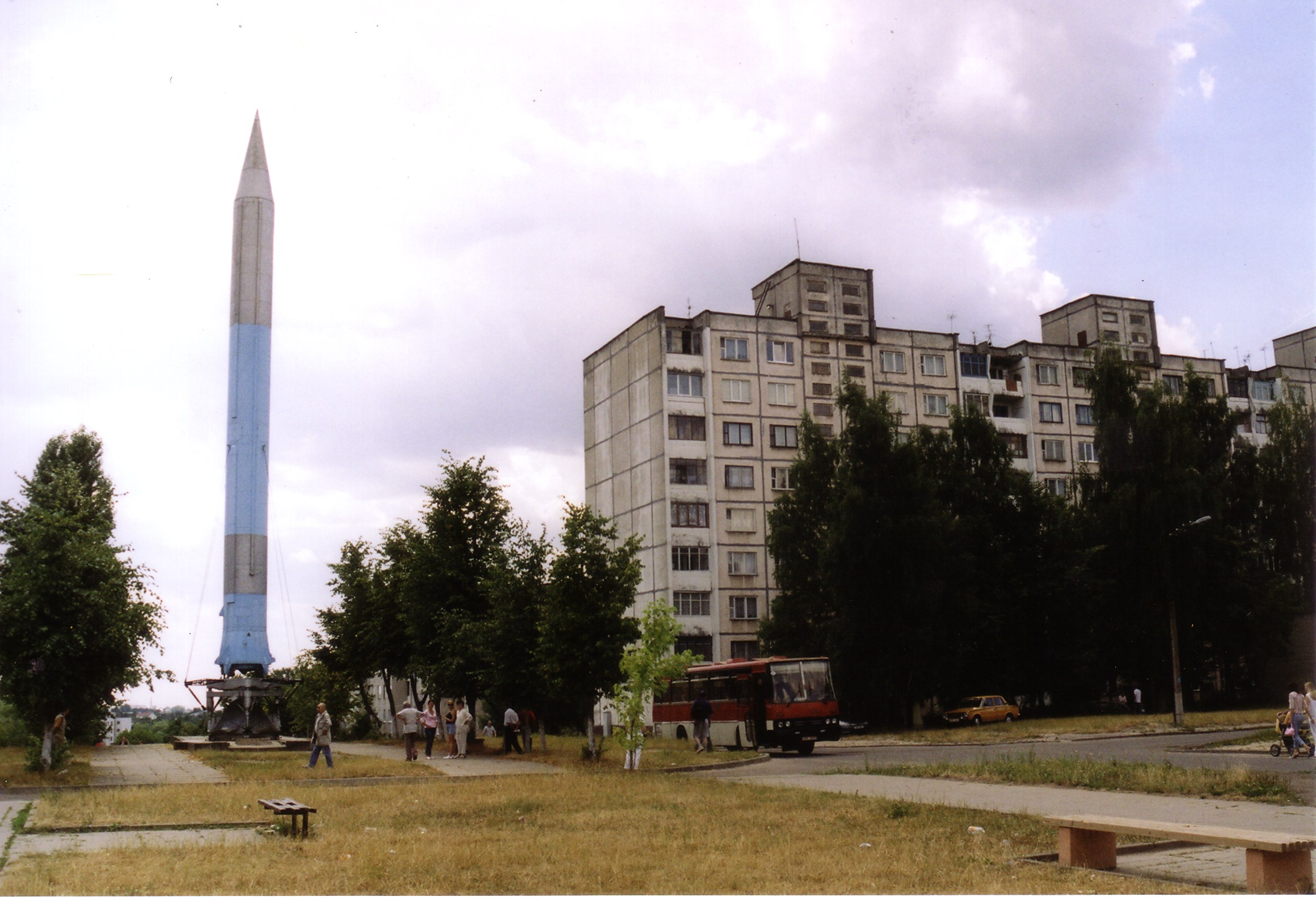
バラーナヴィチに記念碑として設置されたソ連時代の中距離弾道ミサイル R-12 「ドヴィナー」。

バラーナヴィチ（ベラルーシ語: Баранавічы ）は、ベラルーシ共和国の都市である。ベラルーシ西部のブレスト州に属する。人口は 168200 人（2010年）。
ロシア語名から、バラーノヴィチ（ Барановичи ）とも呼ばれる。

## 地理
ベラルーシにおける鉄道交通の要所である。ミンスクとブレストの中間地点に位置しており、北上してリトアニアのヴィリニュスにも通じている。

## 歴史
史料では1706年に初出。18世紀末、ポーランド分割によってロシア帝国領となった。1870年代より鉄道路線の結節点として重要な役割を果たし、この都市でワルシャワ・モスクワ線とヴィリニュス・リヴィウ線が交差することになった。これを契機に人口が増加し、1880年代には約2000人、1890年代末には約4600人となった。その半数がユダヤ人だと推測される。第一次世界大戦後にポーランド第二共和国が占領し、1919年に都市としての地位を認められた。当時の街の人口は11000人ほどであった。ポーランドに正式に併合されたのち、商業・興業の発展を背景として、1938年にはポーランド・ラジオ局の支局も開設された。この頃には人口はおよそ30000人にまで達し、周辺地域における最大規模の都市となった。
独ソ不可侵条約を経て第二次世界大戦が勃発すると、まもなくポーランド侵攻を行ったソ連軍によって占領された。その後、1941年の独ソ戦勃発にともないナチス・ドイツによって占領された。ユダヤ人はゲットーに押し込められ劣悪な生活環境におかれ、まもなく各地の強制収容所に連行されて処刑された。1944年7月、街は赤軍に占領された。
第二次世界大戦後はソビエト連邦内のベラルーシ・ソビエト社会主義共和国に属し、この時期にさらなる工業化が推進された。1991年のソビエト連邦の崩壊後は、独立ベラルーシ共和国に属することになった。

## 姉妹都市
- en:Heinola、フィンランド 1978年
- en:Stockerau、オーストリア 1989年
- グディニャ、ポーランド 1993年
- ノヴォヴォルィーンシク、ウクライナ 1995年
- 赤壁市、中国 1997年
- フェラーラ、イタリア 1998年
- サンクトペテルブルク、ロシア 1998年
- カルロヴォ、ブルガリア 1999年
- ムィティシ、ロシア 2000年
- en:Biała Podlaska、ポーランド 2001年
- シャウレイ、リトアニア 2001年
- キネシマ、ロシア 2002年
- イェルガヴァ、ラトビア 2003年
- en:Nacka、スウェーデン 2005年